# Alida Garpestad Peck
Alida Garpestad Peck (Stavanger, 11 oktober 1991), beter bekend onder haar artiestennaam Alida, is een Noors zangeres. Ze werd bekend door de single In Your Eyes, een samenwerking met Robin Schulz.

## Levensloop
Alida groeide op in een dorp vlakbij Stavanger in Noorwegen. Op negenjarige leeftijd begon ze met zingen. Twee jaar later deed ze dit voor het eerst in het openbaar door mee te doen aan een talentenjacht op school. Door positieve reacties besloot ze een muzikale opleiding te doen. Ook begon ze haar eigen liedjes te schrijven en met het spelen van piano.
Op 27 april 2014 bracht Alida haar debuut ep To Where We Reside. Deze bestond uit zeven electropop-opnames en werd uitgebracht onder het label Columbia Records. De ep wed geen succes. In 2016 bracht ze samen met CLMD de single Night Train uit. In 2017 en 2019 volgden de singles Wasting Your Time en Everything I Do. In september 2018 werkte Alida samen met de Nederlandse dj Lvndscape waarmee ze de single Riot (Lo Lo Loco) uitbracht. Een jaar later werkte ze opnieuw met een Nederlandse dj, ditmaal Brooks, waarmee ze de single Waiting For Love op 26 juli 2019 uitbracht.
Begin 2020 volgde Alida's doorbraaksingle toen ze in samenwerking met de Duitse dj Robin Schulz In Your Eyes uitbracht. Op 10 januari 2020 werd deze single uitgebracht en het wist in de Duitse hitlijsten de vijfde plaats te behalen, in de Oostenrijkse hitlijsten de derde plaats en in de Zwitserse hitlijsten de vijfde plaats. In de Nederlandse Top 40 werd eveneens de vijfde plaats behaald. Alida bracht samen met Schulz ook de single One More Time uit. Ook deze single haalde in de Duitsland de hitlijsten waar het de 46ste plaats haalde. Op 18 maart 2021 werd een muziekvideo van het nummer uitgebracht.

## Discografie

### Ep's
| Jaar | Titel              |
| ---- | ------------------ |
| 2014 | To Where We Reside |

### Singles
| Jaar | Titel               |
| ---- | ------------------- |
| 2013 | Feathers            |
| 2013 | Some of Us          |
| 2015 | When I Die          |
| 2016 | Leave It All Behind |
| 2016 | Pinocchio           |
| 2017 | Cool With It        |
| 2018 | Something About You |
| 2018 | No Money            |

### Samenwerkingen
| Jaar | Titel             | Met                                     |
| ---- | ----------------- | --------------------------------------- |
| 2014 | Vanity Fair 2015  | Sias                                    |
| 2016 | Night Train       | CLMD                                    |
| 2017 | Trouble           | Disco Killerz                           |
| 2017 | Wasting Your Time | JCY                                     |
| 2018 | Riot (Lo Lo Loco) | Lvndscape                               |
| 2018 | Everything I Do   | Maybon                                  |
| 2019 | Waiting For Love  | Brooks                                  |
| 2020 | In Your Eyes      | Robin Schulz                            |
| 2020 | Lay Down with Me  | Stille                                  |
| 2020 | Never Enough      | Stille                                  |
| 2020 | Out of This Town  | Lari Luke                               |
| 2021 | One More Time     | Robin Schulz & Felix Jaehn              |
| 2021 | Love Again        | Alok & Vize                             |
| 2023 | Forget You        | LUM!X × Gabry Ponte                     |
| 2023 | I'll Be There     | Robin Schulz feat. Rita Ora & Tiago PZK |

- MusicBrainz: 060dba2d-5633-4500-a451-c42867f43e9d
- Virtual International Authority File: 5157098466872552567